# Бат (Мичиген)
Бат (енгл. Bath) насељено је место без административног статуса у америчкој савезној држави Мичиген.

## Демографија
По попису из 2010. године број становника је 2.083.
| Група             | 2000.    | 2010.         |
| Белци             | 0 (0,0%) | 1.903 (91,4%) |
| Афроамериканци    | 0 (0,0%) | 29 (1,4%)     |
| Азијати           | 0 (0,0%) | 17 (0,8%)     |
| Хиспаноамериканци | 0 (0,0%) | 86 (4,1%)     |
| Укупно            | 0        | 2.083         |